# Valentin Rose der Jüngere
Valentin Rose der Jüngere (* 30. Oktober 1762 in Berlin; † 9. August 1807 ebenda) war ein deutscher Apotheker und Chemiker.
Valentin Rose entstammte der märkischen Kaufmanns- und Gelehrtenfamilie Rose. Er war ältestes Kind von Valentin Rose dem Älteren. In der väterlichen Apotheke Zum Weißen Schwan in Berlin (Spandauer Str. 77, ein Eckhaus an der Einmündung der Heidereutergasse, gegenüber dem heutigen Heiligegeistkirchplatz) arbeitete auch der Chemiker Martin Heinrich Klaproth. Nach dem Tod des Vaters von Valentin Rose verwaltete er die Apotheke und war Vormund der Kinder. Die Apotheke führte auch zeitweise Sigismund Friedrich Hermbstädt.
Rose ging ab 1778 in Frankfurt am Main in die Apothekerlehre. 1782 war er wieder in Berlin in der väterlichen Apotheke und hörte Vorlesungen am Collegium medico-chirurgicum bei dem Botaniker Johann Gleditsch und bei Klaproth. 1783 bis 1785 war er auf Wanderschaft in Stettin und Königsberg. Von 1785 bis 1790 war er Provisor und ab 1791 Besitzer der väterlichen Apotheke, die unter seiner Leitung hohes Ansehen gewann. 1802 ließ er die Apotheke durch Karl Friedrich Schinkel umbauen. Seit 1797 war er 2. Assessor am Collegium Medicum und damit Kollege von Klaproth, der 1. Assessor war, und mit diesem für die Prüfung der Apotheker und Aufsicht über die Apotheken in Preußen zuständig. Außerdem hielt er Chemievorlesungen bei der Berliner Pharmazeutischen Gesellschaft, deren Direktor er ab 1806 war. Er verbesserte die Apothekerausbildung in Preußen und war einer der Verfasser der Pharmacopea Borussica (1799, 2. Auflage 1804), dem preußischen Arzneimmittelbuch, und der beispielhaft wirkenden Revidierten Preußischen Apothekenordnung von 1801. Er starb an der Cholera.
Seine Apotheke war (nicht zuletzt wegen der Verbindung zu Klaproth) ein Zentrum chemisch-pharmazeutischer Forschung in Berlin und zog angehende Pharmazeuten aus ganz Deutschland an, so die Unternehmensgründer Emanuel Merck und Johann Daniel Riedel Anfang des 19. Jahrhunderts. Auch der spätere Mineralwasserfabrikant Conrad Heinrich Soltmann lernte in der Apotheke.
1806 entwickelte er ein Nachweisverfahren für Arsenik in Leichen, vor dem späteren Standardverfahren der Marshschen Probe. Den Anstoß gab der Mordprozess gegen Sophie Charlotte Elisabeth Ursinus, in dem er als Assistent des Gutachters Klaproth beteiligt war, der die Notwendigkeit eines sicheren Nachweises deutlich machte.
Er entwickelte 1802 ein Verfahren zum Aufschluss von Silikaten in Bariumnitrat-Schmelze und stellte 1801 Natriumhydrogencarbonat durch Einleitung von Kohlendioxid in eine Soda-Lösung her. Er entdeckte 1807 Inulin, das er aus der Alantenwurzel isolierte, und Brenztraubensäure bei trockener Destillation von Weinstein. Er gehörte in Deutschland zu den frühen Anhängern der damals neuen Oxidationslehre von Antoine Laurent de Lavoisier.
Er war Mitarbeiter am Handbuch der Pharmakologie und der Lehre von den Arzneimitteln (zwei Bände, 1798 bis 1800) von Friedrich Albert Carl Gren und war mit Adolph Ferdinand Gehlen Herausgeber des Neuen Berliner Jahrbuchs für Pharmacie, von dem vier Bände von 1803 bis 1806 erschienen.
Rose war der Vormund von Karl Friedrich Schinkel (1781–1841), der seinen Vater infolge des Stadtbrandes vom 26. August 1787 bereits im selben Jahr verlor und mit Mutter und Geschwistern 1794 nach Berlin übersiedelte; auch Schinkels Mutter war 1800 verstorben. Sein ältester Sohn Wilhelm Rose (1792–1867) übernahm später die Apotheke. Bei ihm absolvierte Theodor Fontane von 1836 bis 1840 eine Lehre als Apotheker. Fontane beschreibt diese Zeit im ersten Kapitel seines autobiographischen Romans Von Zwanzig bis Dreißig. Sein Sohn Gustav Rose (1798–1873) wurde ein bekannter Mineraloge, sein Sohn Heinrich Rose (1795–1864) ein bekannter Chemiker. Auch über diese beiden Söhne übernahm Klaproth nach dem Tod von Valentin Rose die Vormundschaft.